# Gajdobra
Gajdobra (izvirno srbsko Гајдобра) je naselje v Srbiji, ki upravno spada pod Občino Bačka Palanka; slednja pa je del Južnobačkega upravnega okraja.

## Demografija
V naselju živi 2441 polnoletnih prebivalcev, pri čemer je njihova povprečna starost 42,4 let (40,5 pri moških in 44,2 pri ženskah). Naselje ima 1110 gospodinjstev, pri čemer je povprečno število članov na gospodinjstvo 2,67.
To naselje je, glede na rezultate popisa iz leta 2002, večinoma srbsko, a v času zadnjih treh popisov je opazno zmanjšanje števila prebivalcev.
|  |

| Demografija | Demografija     | Demografija     |
| Leto        | Št. prebivalcev | Št. prebivalcev |
| ----------- | --------------- | --------------- |
|             |                 |                 |
|             |                 |                 |
|             |                 |                 |
|             |                 |                 |
| 1948        | 3627            |                 |
| 1953        | 3764            |                 |
| 1961        | 4056            |                 |
| 1971        | 3567            |                 |
| 1981        | 3272            |                 |
| 1991        | 3171            | 3139            |
| 2002        | 3021            | 2968            |
|             |                 |                 |

| Etnična sestava po popisu iz leta 2002 | Etnična sestava po popisu iz leta 2002 | Etnična sestava po popisu iz leta 2002 | Etnična sestava po popisu iz leta 2002 | Etnična sestava po popisu iz leta 2002 |
| -------------------------------------- | -------------------------------------- | -------------------------------------- | -------------------------------------- | -------------------------------------- |
| Srbi                                   | Srbi                                   |                                        | 2.808                                  | 94,60%                                 |
| Slovaki                                | Slovaki                                |                                        | 34                                     | 1,14%                                  |
| Hrvati                                 | Hrvati                                 |                                        | 21                                     | 0,70%                                  |
| Madžari                                | Madžari                                |                                        | 19                                     | 0,64%                                  |
| Jugoslovani                            | Jugoslovani                            |                                        | 16                                     | 0,53%                                  |
| Črnogorci                              | Črnogorci                              |                                        | 15                                     | 0,50%                                  |
| Makedonci                              | Makedonci                              |                                        | 2                                      | 0,06%                                  |
| Rusini                                 | Rusini                                 |                                        | 1                                      | 0,03%                                  |
| Muslimani                              | Muslimani                              |                                        | 1                                      | 0,03%                                  |
| Neznano                                | Neznano                                |                                        | 8                                      | 0,26%                                  |